# Saint-Laurent-de-Gosse
Saint-Laurent-de-Gosse település Franciaországban, Landes megyében. Lakosainak száma 735 fő (2022. január 1.). Saint-Laurent-de-Gosse Urt, Biarrotte, Biaudos, Saint-Barthélemy, Sainte-Marie-de-Gosse és Guiche községekkel határos.

## Népesség
A település népessége az elmúlt években az alábbi módon változott:
| Lakosok száma | 414  | 385  | 420  | 497  | 590  | 598  | 657  | 685  | 699  | 735  |
|               | 1968 | 1982 | 1990 | 2006 | 2013 | 2015 | 2017 | 2019 | 2020 | 2022 |